# Pseudochazara schahrudensis
Pseudochazara schahrudensis är en fjärilsart som beskrevs av Otto Staudinger 1881. Pseudochazara schahrudensis ingår i släktet Pseudochazara och familjen praktfjärilar. Inga underarter finns listade i Catalogue of Life.